# اسلادانا گولیچ
اسلادانا گولیچ (انگلیسی: Slađana Golić؛ زادهٔ ۱۲ فوریهٔ ۱۹۶۰) بازیکن بسکتبال زن اهل یوگسلاوی بود.
وی در مسابقات کشوری و بین‌المللی در مجموع برندهٔ ۱ مدال طلا، ۴ مدال نقره، ۱ مدال برنز شده‌است.